# فيل ريان (لاعب كرة قدم أسترالية)
فيل ريان (بالإنجليزية: Phil Ryan)‏ هو لاعب كرة قدم أسترالية أسترالي، ولد في 9 يونيو 1915، وتوفي في 7 يناير 2014.

## وصلات خارجية
- فيل ريان على موقع AustralianFootball.com (الإنجليزية)
- فيل ريان على موقع AFLtables.com (الإنجليزية)